# Brazilsko Carstvo
Brazilsko Carstvo (port. Império do Brasil) bila je monarhija u Južnoj Americi. Država je postojala između 1822. i 1889. Nakon toga je uspostavljena Prva Brazilska Republika.
Kada je francuska vojska zauzela Portugal tijekom Napoleonovih ratova, portugalska kraljevska obitelj bila je prisiljena na progonstvo. Pobjegli su na portugalske posjede u Južnoj Americi, gdje su se skrasili u Rio de Janeiru tada proglašenog kao glavni grad Portugala, Brazila i Algarve (pokrajina u današnjem Portugalu). Nakon što je rat završio, prvi brazilski car Pedro I. vratio se u Portugal, a naslijedio ga je Pedro II., njegov sin. Brazil je postao nezavisan od Portugala, ali s monarhom, koji je bio član portugalske kraljevske obitelji.
Nakon proglašenja nezavisnosti, aktivirala se trgovina. Znatno se povećao broj robova pogotovo u Rio de Janeiru, od 26 254 robova 1825. godine do 43 555 robova 1828. godine. Car Pedro I. želio je ukinuti ropstvo, ali se brazilski parlament tome usprotivio pa je ropstvo ukinuto puno godina kasnije. Kad je ropstvo konačno ukinuto, došlo je do ozbiljnih gospodarskih problema na sjeveru Brazila. Mnogi robovi umrli su od gladi i neimaštine. 
Uslijedile su godine političkih nemira i težnji da se promijeni politički sustav. Uvedena je oligarhijska republika, a ubrzo se dogodio puč i car je morao abdicirati pa je Brazilsko Carstvo ukinuto i proglašena je Prva Brazilska Republika 1889. godine. 
Broj stanovnika naglo je rasto od 4.000.000 stanovnika 1823. godine do 14.500.000 stanovnika 1887. godine. Samo 20% od ukupnog stanovništva znalo je čitati i pisati.